# Gonophora integra
Gonophora integra es una especie de insecto coleóptero de la familia Chrysomelidae. Fue descrita en 1858 por Baly.